# 知多北部広域連合
知多北部広域連合（ちたほくぶこういきれんごう）は、愛知県東海市、大府市、知多市、東浦町の知多北部3市1町で構成する広域連合。

## 概要

### 事務所
- 愛知県東海市荒尾町西廻間2-1（東海市しあわせ村内）

### 事務内容
- 介護保険事業の運営

### 組織
- 広域連合議員
  - 定員16人（関連市町各4人）
- 議会運営委員会
  - 定員 4人

- 広域連合長 1人
- 副広域連合長 3人
- 選任副広域連合長 1人
- 事務局長 1人
- 収入役1人 他

## 沿革
- 1999年（平成11年）6月1日 - 知多北部3市1町により、組織設置。

## 制度
「介護保険に関する広域連合長への手紙」制度があり、知多北部広域連合管内の住民を対象とし、意見・要望・苦情等の受付を行っている。
また、受け付けた意見に関しては、広域連合長名で文書での回答が得られる。受付は郵送のほか、ホームページからも受け付けている。